# Nuadha
Nuadha Airgeadlámh var i den keltiska mytologin kung av Irland vid den tid då Lug landsteg på ön. Nuada var den förste kungen hos trollfolket som tidigt befolkade Irland, Tuatha Dé Danann. I strid med firbolgerna miste han sin ena arm. Det betydde att han inte längre enligt folkets tradition kunde regera som kung. Han ersattes som kung av Bres.
Emellertid fick Nuada sin förlorade arm ersatt med en ny i silver av Dian Cécht och kunde ta tillbaka sitt styre efter sju år. Det var då Nuada fick sitt smeknamn Airgeadlámh (silverhand). Han regerade sedan i 20 år till.